# U-Bahn-Linie U10 (Berlin)

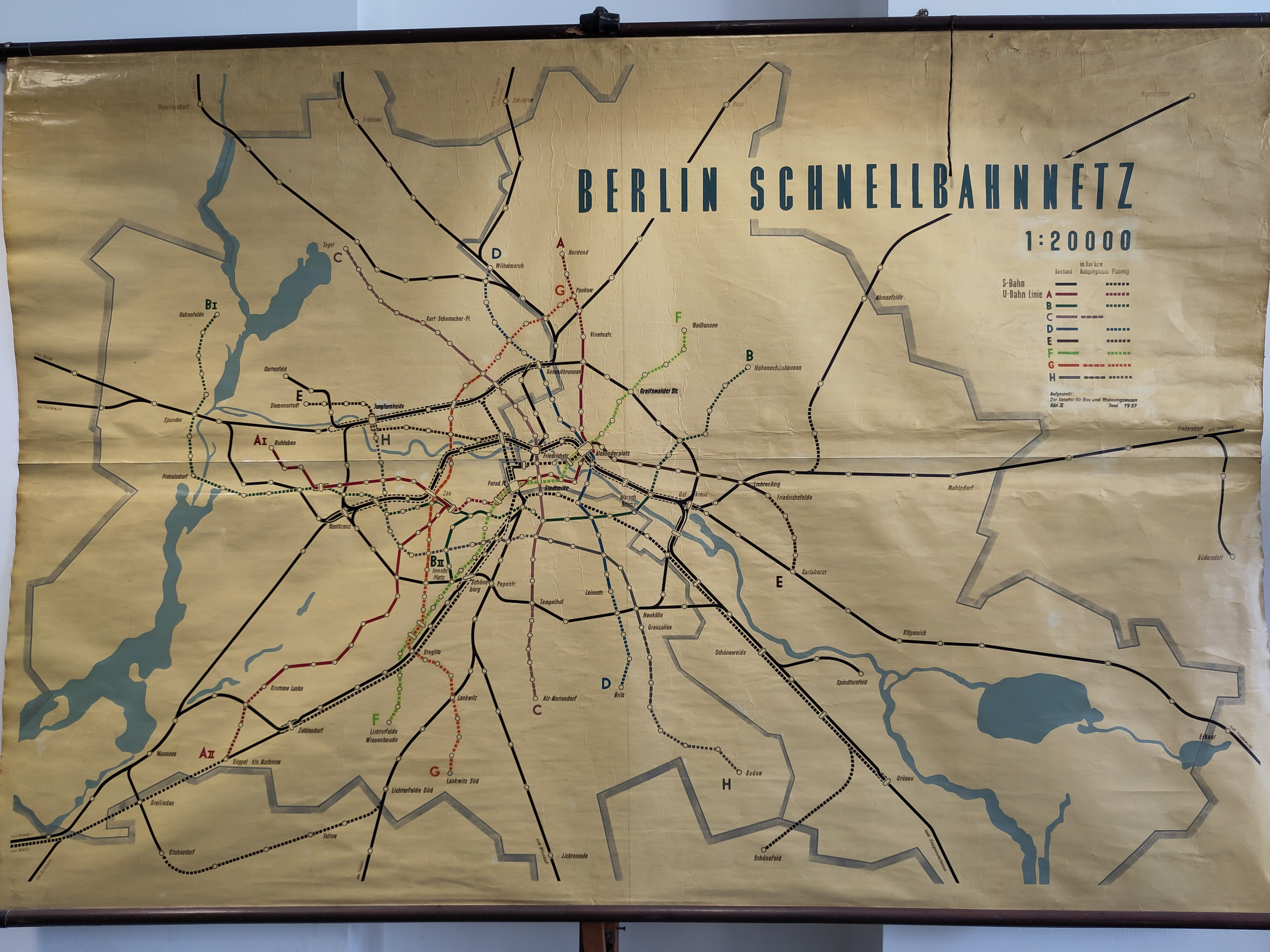
Berliner Schnellbahnnetz 1957
(mit 200-Kilometer-Plan)

Die Linie U10 der Berliner U-Bahn war im 200-Kilometer-Plan vorgesehen und sollte als Großprofil-Linie von Weißensee quer durch die Stadt über den Alexanderplatz und Potsdamer Platz bis nach Steglitz und weiter zur Drakestraße in Lichterfelde führen. Die frühere Linienbezeichnung der Planung war ‚F‘.

## Geschichte

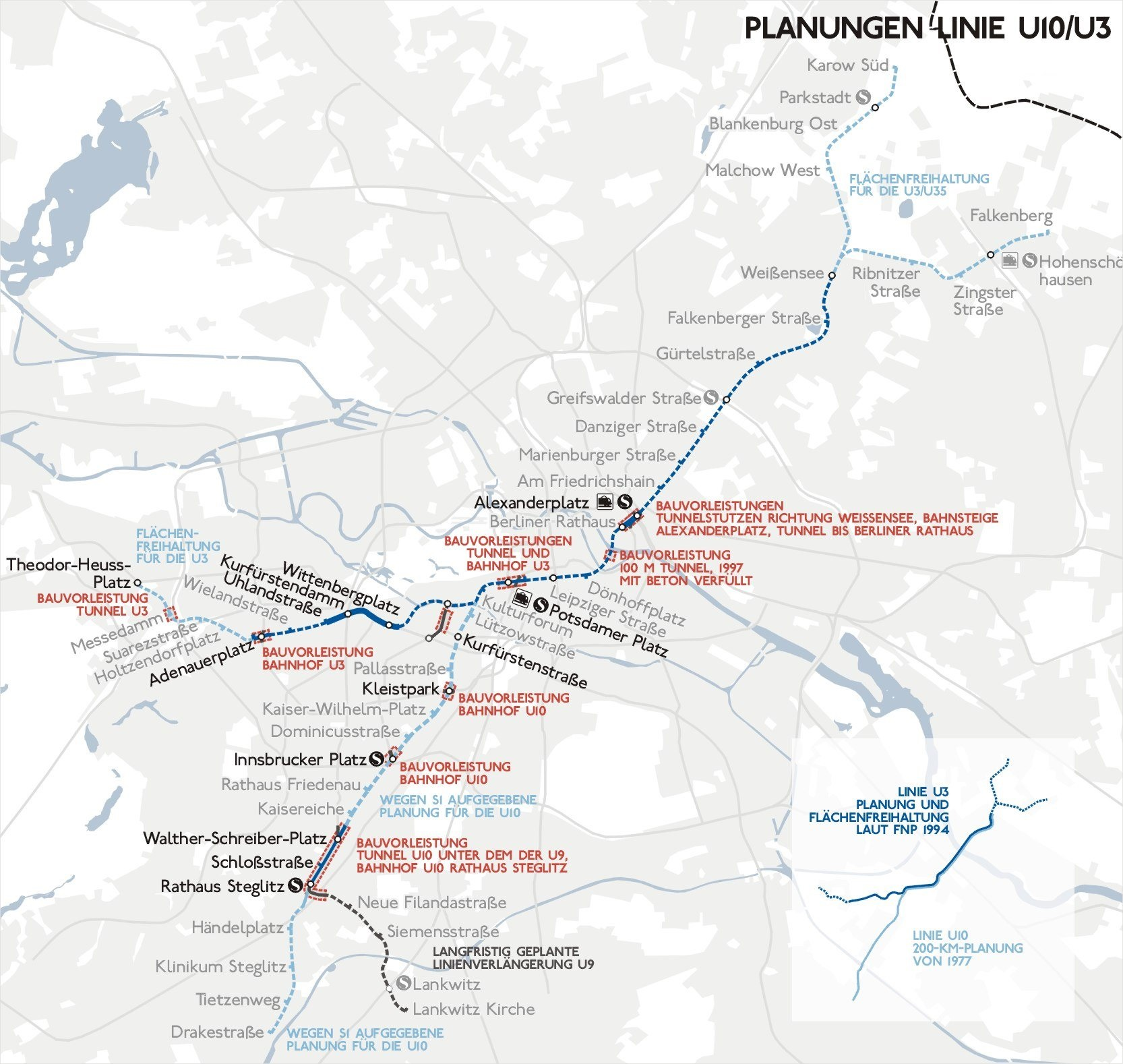
Karte der geplanten Linie U3 und der verworfenen U10

Die Linie U10 wurde erstmals als Linie ‚F‘ im 200-Kilometer-Plan von 1955 vorgestellt. In der Fassung vom 1. Juli 1972 hieß sie dann ‚Linie 10‘. Sie sollte als Großprofil-Linie von Weißensee quer durch die Stadt über Alexanderplatz zum Potsdamer Platz verlaufen und dabei die U2 ohne Halt passieren und einen neuen Kreuzungsbahnhof mit der U6 zwischen den Bahnhöfen Stadtmitte und Kochstraße erhalten. Von Potsdamer Platz sollte sie weiter nach Südwesten führen. Dabei sollte sie mit der U1 am U-Bahnhof Kurfürstenstraße verknüpft werden, und die U2 ohne Halt passieren, um dann mit der U7 am U-Bahnhof Kleistpark verknüpft zu werden. Von dort sollte die Linie über Innsbrucker Platz (Verknüpfung mit der U4) bis nach Steglitz (unter der U9) und weiter zur Drakestraße (Wiesenbaude) in Lichterfelde führen. Realisiert wurde diese ehrgeizige Planung – bedingt durch die Teilung der Stadt – nie. Allerdings gab und gibt es diverse Bauvorleistungen, vor allem an Kreuzungsstationen. Die Linienführung Alexanderplatz – Weißensee im damaligen Ostteil der Stadt ist in verschiedenen Planungsdokumenten zu finden.
Wegen der zahlreichen Rohbautunnel und ‑bahnhöfe, die teilweise an den Umsteigebahnhöfen sichtbar sind oder anderorts im Rahmen verschiedener Veranstaltungen gelegentlich besichtigt werden können – und hierdurch nie ganz aus dem Bewusstsein verschwunden sind –, sowie der aus heutiger Betrachtung mittlerweile aussichtslosen Vollendung, wird diese Linie mitunter auch als „Phantomlinie“ bezeichnet.
Nach 1993 wurden die Planungen zur Linie U10 zugunsten einer neuen Linie U3 verworfen. Diese hat mit der bestehenden U3 nur die Haltestelle Wittenbergplatz gemeinsam. Der nordöstliche Ast dieser Linie zwischen Weißensee und Potsdamer Platz stimmt mit der U10 überein, anschließend sollte die U3 über den Magdeburger Platz zum Wittenbergplatz geführt und in die bestehende Linie Richtung Uhlandstraße (heutige Linie U1) eingefädelt werden. Diese müsste dann von Klein- auf Großprofil umgebaut werden. Der Südwest-Ast der ehemaligen U10 wurde dafür aufgegeben; gegen ihn sprach unter anderem die parallele Führung zur S-Bahn-Linie S1.
2023 kam von der Berliner Verkehrssenatorin Manja Schreiner der Vorstoß, einen Bau der U10 von Alexanderplatz über Weißensee nach Buch prüfen zu lassen.

## Stationen
Geplant waren folgende Stationen. Teilweise sind diese nun Teil der geplanten U3.
| Station                                                      | Kürzel  | Zustand                                    | Übergang          |
| ------------------------------------------------------------ | ------- | ------------------------------------------ | ----------------- |
| Weißensee                                                    |         |                                            |                   |
| Falkenberger Straße                                          |         |                                            |                   |
| Gürtelstraße                                                 |         |                                            |                   |
| Greifswalder Straße                                          |         |                                            | (Ringbahn)        |
| Danziger Straße                                              |         |                                            |                   |
| Marienburger Straße                                          |         |                                            |                   |
| Am Friedrichshain                                            |         |                                            |                   |
| Alexanderplatz (Linie F)                                     | Al      | ausgebaut                                  | (Stadtbahn)       |
| Rotes Rathaus (unten)                                        | RHU     | ohne Bahnsteige, als Abstellanlage genutzt | U5                |
| Dönhoffplatz                                                 |         |                                            |                   |
| Leipziger Straße                                             |         |                                            | (Stadtmitte)      |
| Potsdamer Platz (oben)                                       | PP      | Rohbau                                     | (Nord-Süd-Tunnel) |
| Kulturforum                                                  |         |                                            |                   |
| Lützowstraße                                                 |         |                                            |                   |
| Kurfürstenstraße (unten)                                     |         |                                            | U1 · U3           |
| Pallasstraße                                                 |         |                                            |                   |
| Kleistpark (unten)                                           | Ktu     | Rohbau                                     | U7                |
| Kaiser-Wilhelm-Platz (heutiger Richard-von-Weizsäcker-Platz) |         |                                            |                   |
| Dominicusstraße                                              |         |                                            |                   |
| Innsbrucker Platz (unten)                                    | Ipu     | Rohbau                                     | (Ringbahn)        |
| Rathaus Friedenau                                            |         |                                            |                   |
| Kaisereiche                                                  |         |                                            |                   |
| Walther-Schreiber-Platz (Linie F)                            | Wsf     |                                            | U9                |
| Schloßstraße (oben/unten)                                    | Slo/Slu | ausgebaut                                  | U9                |
| Rathaus Steglitz (unten)                                     | Rzu     | ausgebaut                                  | (Wannseebahn)     |
| Händelplatz                                                  |         |                                            |                   |
| Klinikum Steglitz                                            |         |                                            |                   |
| Tietzenweg                                                   |         |                                            |                   |
| Drakestraße (Wiesenbaude)                                    |         |                                            |                   |

## Vorleistungen

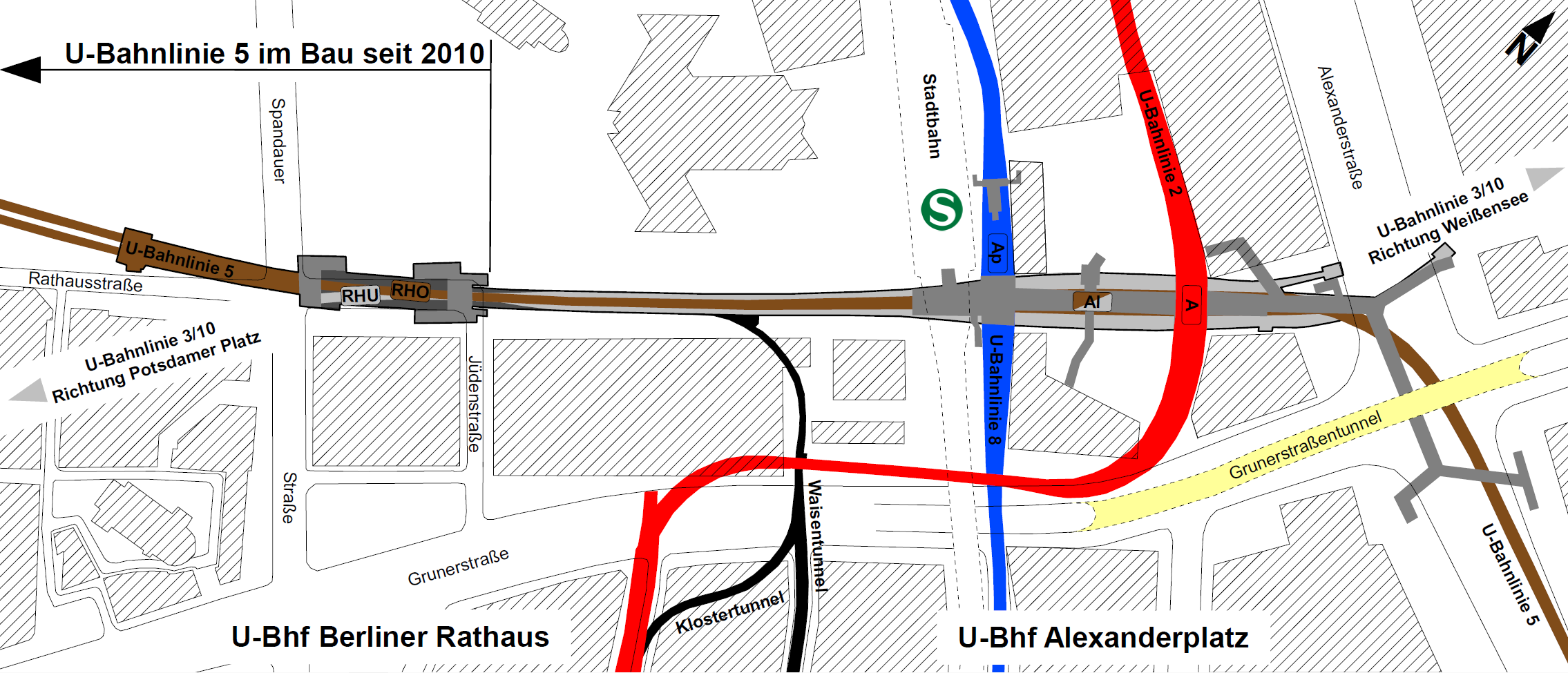
Gemeinschaftsbauwerk der Linien U3/U10 und U5 am Alexanderplatz

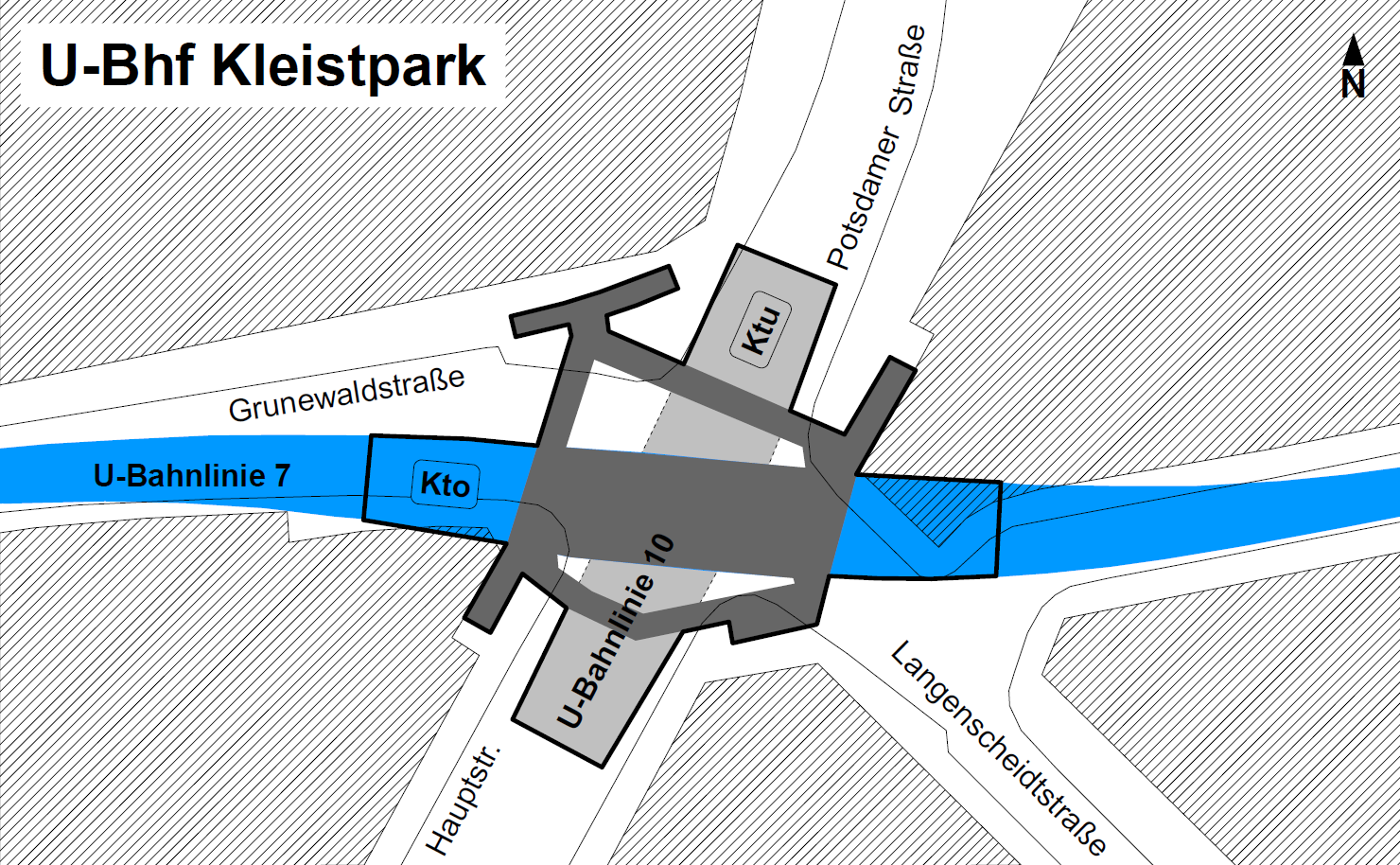
Die Bauvorleistung am U-Bahnhof Kleistpark

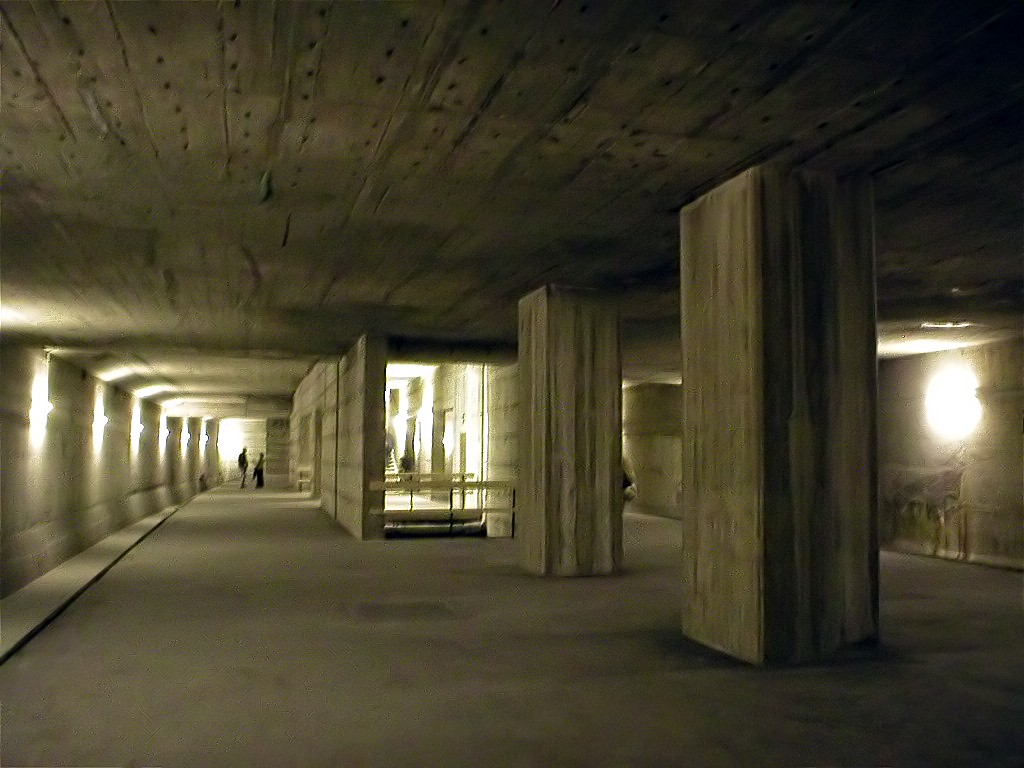
Als Vorleistung errichteter U-Bahnhof Innsbrucker Platz

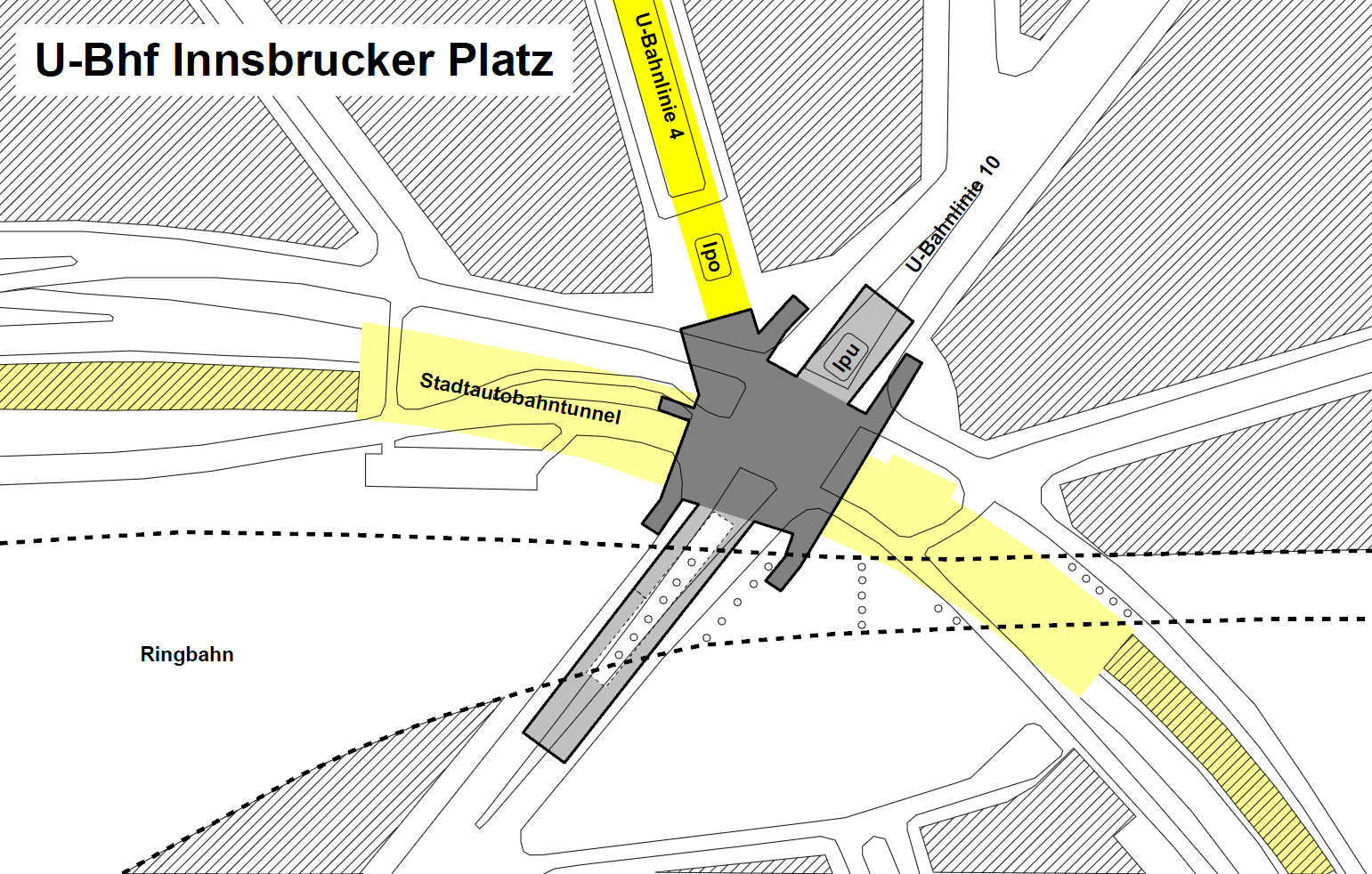
Lageplan des Bahnhofs- und Tunnelbauwerks am Innsbrucker Platz

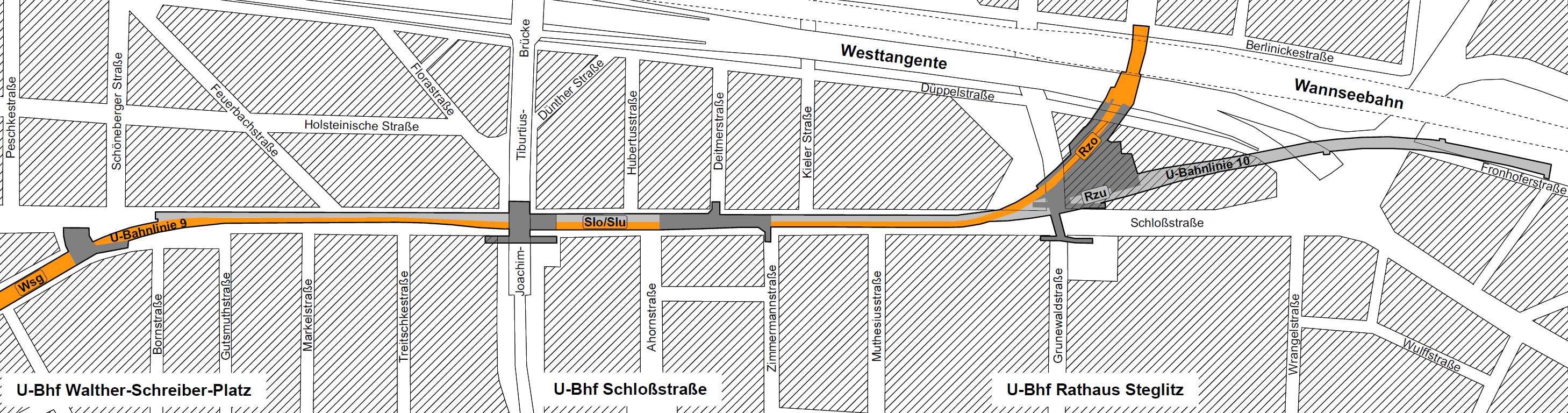
Gemeinschaftsbauwerk der Linien U9 und U10 in der Steglitzer Schloßstraße

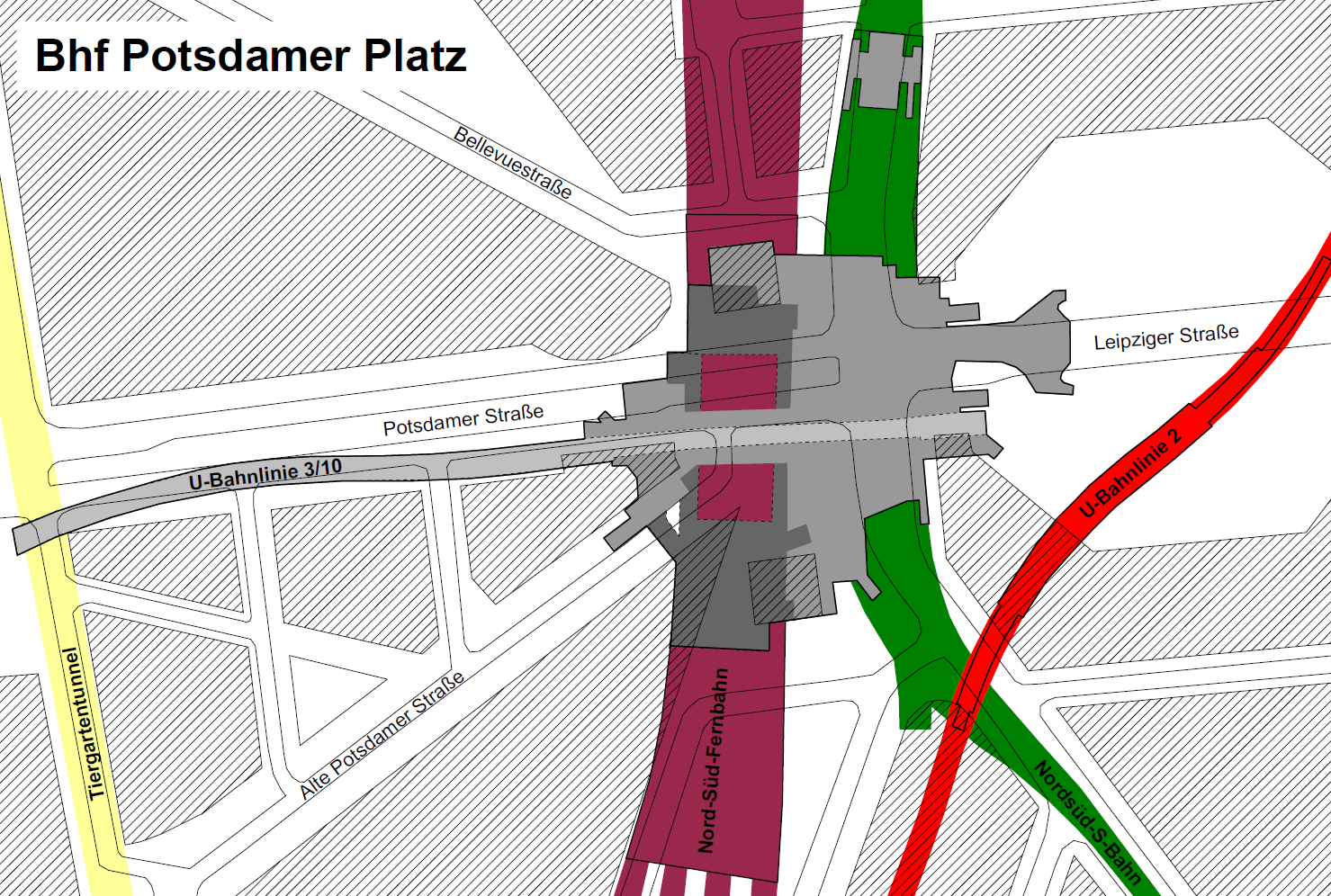
Bauwerk der Linie U3/U10 innerhalb des Bahnhofskomplexes am Potsdamer Platz

Die Pläne für den Bau der Linie U3 oder U10 waren immer wieder sehr konkret geworden, wurden aber letztlich doch nicht verwirklicht. Daher gibt es heute viele Bauvorleistungen.
- Beim Bau der Bahnsteige der heutigen Linie U5 in der Station Alexanderplatz (Al) wurden zwei äußere Gleiströge für die Weißenseer Strecke mitgebaut, um später ein bahnsteiggleiches Umsteigen zu ermöglichen. Heute sind in den Trögen Gleise verlegt, die teilweise zum Abstellen von Zügen und für die U-Bahn-Cabrio-Fahrten verwendet werden. Ende der 1960er Jahre wurden bei der Neugestaltung des Alexanderplatzes die beiden Tunnelstutzen in Richtung Weißensee jeweils um eine Schildkammer ergänzt, um eine zeitnahe Auffahrung zweier eingleisiger Tunnel im Schildvortriebsverfahren zu ermöglichen. Diese Pläne scheiterten jedoch später an den finanziellen Möglichkeiten. Einschließlich der in beiden Richtungen anschließenden Tunnelstutzen hat das Bauwerk der Linie F Längen von 650 m (Fahrtrichtung Weißensee) bzw. 575 m (Fahrtrichtung Potsdamer Platz).
- Im Zuge des Umbaus der Mühlendammbrücke ab 1936 wurde ein 95 m langer Tunnelabschnitt als Vorratsbau teils unterhalb des Spreebettes umgesetzt. Als nach der Wiedervereinigung Berlins die Pläne zum Bau einer U-Bahn wieder konkreter wurden, sah man jedoch einen Schildvortrieb im Bereich der Fischerinsel vor, weshalb der nun nutzlose Mühlendammtunnel 1997 wieder verfüllt wurde.
- Zwischen 1967 und 1969 wurde beim Bau des oben liegenden Bahnsteigs der Linie U7 an der Station Kleistpark (Kto) ein 90 m langes Stück des unteren Bahnsteigs (Ktu) mitgebaut. Der im rechten Winkel liegende Bahnhofsteil der U10 ist über ein Treppenkreuz mit der U7 verbunden. Des Weiteren bestehen direkte Zugänge zur Verteilerebene.
- Beim Bau des spitzwinklig zum S-Bahn-Ring verlaufenden Tunnels der Stadtautobahn zur Unterquerung des Innsbrucker Platzes wurde die Linie U4 von den Kehrgleisen in der Eisackstraße südlich der Station Innsbrucker Platz (Ip) getrennt. Gleichzeitig wurde unterhalb der Stadtautobahn der Bahnsteig der Linie U10 (Ipu) errichtet. Für den Umsteigeverkehr zwischen den U-Bahn-Linien und der S-Bahn ist eine großzügige Verteilerebene vorgesehen. Um ein neuerliches Abfangen der Ringbahngleise zu vermeiden, wurde südlich des unteren Bahnhofs ein Rohbautunnel unterhalb der Gleisanlagen ausgeführt. Bahnhof und Tunnelstutzen der U10 weisen eine Länge von 200 m auf.
- Beim Bau der Verlängerung der Linie U9 vom Walther-Schreiber-Platz zum Rathaus Steglitz in den Jahren 1968–1974 wurde ein Gemeinschaftsbauwerk zur Aufnahme der zu einem späteren Zeitpunkt angedachten Linie U10 errichtet. Aufgrund beengter Platzverhältnisse unter der Schloßstraße mussten die beiden U-Bahn-Linien in einem zweigeschossigen Tunnel geführt werden. Während im Endausbau die V-förmig angelegten Bahnhöfe an den Verzweigungsstellen nur ein unkomfortables Umsteigen ermöglichen würden, könnte am doppelgeschossigen U-Bahnhof Schloßstraße (Slu und Slo) bahnsteiggleich im Richtungsbetrieb umgestiegen werden. Da der eigentlich für die U9 vorgesehene Tunnel hinter dem Bahnhof Rathaus Steglitz (Rzo) über keine Kehranlage zum Wenden der Züge verfügte, schwenkt die Linie U9 seit Betriebsaufnahme zwischen den Stationen Walther-Schreiber-Platz (Wsg) und Schloßstraße auf die für die Linie U10 vorgesehenen Gleise bis zur Endstation Rathaus Steglitz (Rzu), um die Kehranlage an der Fronhoferstraße zu benutzen. Bei der ursprünglich geplanten Verlängerung der U9 nach Lankwitz sollte die Linie auf ihre eigentliche Strecke wechseln, die bis unter den S-Bahnhof Rathaus Steglitz im Rohbau fertiggestellt ist. Zwischen Schloßstraße und Rathaus Steglitz fährt man dementsprechend auf den Gleisen der geplanten, aber nie verwirklichten U10. Das ausgeführte Bauwerk der Linie F (im Bild grau dargestellt) hat einschließlich der Kehr- und Abstellanlage in der Fronhoferstraße eine Gesamtlänge von 1536 m.
- Im Zuge des Neubaus des im Mai 2006 eröffneten Regionalbahnhofs Potsdamer Platz wurde auch der Bahnsteig der Linie U3 mitgebaut. Die Seitenbahnsteige trennen die S-Bahn-Passerelle in Ost-West-Richtung. Die Verbindung wird über die tiefer liegende Passerelle des Regionalbahnhofs gewährleistet (im Bild dunkelgrau dargestellt). Am Westkopf des nördlichen Bahnsteigs ist ein direkter Übergang zur ebenfalls geplanten Straßenbahn im Zuge der Potsdamer Straße baulich vorbereitet. Der seinerzeitige Planfeststellungsabschnitt reicht noch bis zum östlichen Ende des Leipziger Platzes, wo eine Unterfahrung der Linie U2 vorgesehen ist. Dieser Teil wurde nicht ausgeführt. Insgesamt ist der verwirklichte Bauabschnitt 392 m lang. Der Rohbautunnel wird gelegentlich für Veranstaltungszwecke genutzt.
- Mit den Arbeiten zum Lückenschluss der Linie U5 seit 2010 vom Bahnhof Alexanderplatz zum Bahnhof Brandenburger Tor wurde mit dem U-Bahnhof Rotes Rathaus ein weiterer Umsteigebahnhof konzeptionell in zwei Ebenen errichtet. Die untere Ebene ist für die Linie U10 bzw. nach aktueller Planung für die Linie U3 gedacht. Da mit dem Bau der U3 nicht in absehbarer Zeit zu rechnen ist, wird diese Ebene zunächst als viergleisige Abstellanlage für Züge der U5 verwendet. Ein eventueller Umbau zu einem späteren Bahnhof mit Seitenbahnsteigen wurde baulich berücksichtigt.

## Weitere Planungsvariante
Vor der politischen Wende spielte man mit dem Gedanken, die Linie U10 ab Neue Nationalgalerie nach Norden weiterzuführen: Unter der Entlastungsstraße entlang dem Brandenburger Tor/Reichstag zum Lehrter Stadtbahnhof, weiter entlang der Lehrter Straße bis in Höhe der Fennstraße (Schering). Zwar endete diese Planung hier, aber es wäre unsinnig, diese Strecke nicht bis an die Linie U6 heranzuführen. So hätte ein Verknüpfungsbahnhof der Bahnhof Wedding sein können. Möglich wäre hierbei durchaus eine Verbindung der nördlichen Strecke der Linie U6 mit der Linie U10 zu einer durchgehenden Linie von Alt-Tegel bis zum Rathaus Steglitz (–Lichterfelde). Das südliche Teilstück der Linie U6 hätte dann für die damals völlig unabsehbare Zeit der Stadtteilung am Bahnhof Kochstraße geendet.

## Sonstiges
Das von einer Künstlergruppe der nGbK um Roland Boden im November 2009 vorgestellte Kronos-Projekt verortet im U10-Tunnel die Steglitzer Entschleunigungsbahn. Das Berliner U-Bahn-System erscheint als Schauplatz eines vergangenen (und ungewollt andauernden) wissenschaftlichen Experiments zur Veränderung des Raum-Zeit-Verhältnisses. Die Künstlergruppe behauptet, dass zu diesem Zweck um 1926 ein Großgerät mit acht Probanden besetzt und etwa auf der Höhe des heutigen U-Bahnhofs Rathaus Steglitz unterirdisch nordwärts in Bewegung gesetzt wurde. Dieses Projekt wurde bereits auf mehreren Berliner U-Bahnhöfen ausgestellt. Seit dem 12. Juni 2010 ist das Modell des Kronos-Gerätes im Maßstab 1:10 in der Sammlung des Berliner U-Bahn-Museums im U-Bahnhof Olympia-Stadion zu sehen. Das Gesamtprojekt U10 – von hier aus ins Imaginäre und wieder zurück wurde aus Mitteln des Regierenden Bürgermeisters/ Senatskanzlei – Kulturelle Angelegenheiten/ Kunst im Stadtraum und am Bau, der BVG, der Wall AG und dem Berliner Fenster unterstützt.